# 풍운아 크롬웰
풍운아 크롬웰(Cromwell)은 영국에서 제작된 켄 휴즈 감독의 1970년 영화이다. 리처드 해리스 등이 주연으로 출연하였고 얼빙 알렌 등이 제작에 참여하였다.

## 출연

### 주연
- 리처드 해리스
- 알렉 기네스
- 로버트 몰리

### 조연
- 도로시 터틴
- 프랭크 핀레이
- 티모시 달튼
- 패트릭 위드마크
- 패트릭 마지

## 제작진
- 미술: 존 스톨
- 의상: 비토리오 니노 노바레즈
- Ass-PD: 앤드류 도놀리